# Henryka Krakowiak
Henryka Krakowiak (ur. 2 sierpnia 1936 w Wydrzynie) – polska prawnik, poseł na Sejm PRL VII kadencji.

## Życiorys
Uzyskała wykształcenie wyższe na Wydziale Prawa i Administracji Uniwersytetu Łódzkiego. W latach 1952–1974 pracowała w Oddziale Narodowego Banku Polskiego w Łasku. W 1974 objęła stanowisko dyrektora tamtejszego Banku Spółdzielczego. Zasiadała w Wojewódzkiej Radzie Narodowej w Sieradzu, była też lektorem Komitetu Wojewódzkiego Polskiej Zjednoczonej Partii Robotniczej w Sieradzu i członkiem Komitetu Miejskiego PZPR w Łasku. W 1976 objęła mandat posła na Sejm PRL VII kadencji w okręgu Sieradz, zastępując zmarłego Czesława Burskiego ze Zjednoczonego Stronnictwa Ludowego. Zasiadała w Komisji Planu Gospodarczego, Budżetu i Finansów.